# Adder
De adder (Vipera berus) is een giftige slang die behoort tot de familie adders (Viperidae). De slang komt voor in vrijwel geheel Europa en in delen van Azië. De adder is de enige giftige slang die ook voorkomt in België en Nederland.
De adder wordt ongeveer vijftig tot zeventig centimeter lang en is te herkennen aan de koperbruine tot rode ogen met een verticale pupil, de wat uitstekende schub boven het oog en het meestal donkere zigzagpatroon op de rug. De giftigheid wordt vaak overschat, de adder is lang niet zo gevaarlijk als bijvoorbeeld de mamba's, de cobra's of de meer verwante ratelslangen. De beet van de adder kan wel gevaarlijk zijn voor de mens, maar hoewel er jaarlijks tientallen adderbeten worden geregistreerd, zijn gevallen met fatale afloop uiterst zeldzaam.
De adder heeft een groot verspreidingsgebied en komt lokaal algemeen voor. Hierdoor kan het dier goed worden onderzocht en is er veel bekend over de biologie en de levenswijze. De adder is eierlevendbarend, de jongen komen levend ter wereld. Op het menu staan voornamelijk gewervelde dieren. De adder staat daardoor hoog in de voedselketen en is een belangrijke verdelger van plaagdieren, zoals konijnen en muizen. De adder zelf wordt op zijn beurt buitgemaakt door verschillende vijanden zoals zoogdieren en roofvogels.

## Naamgeving

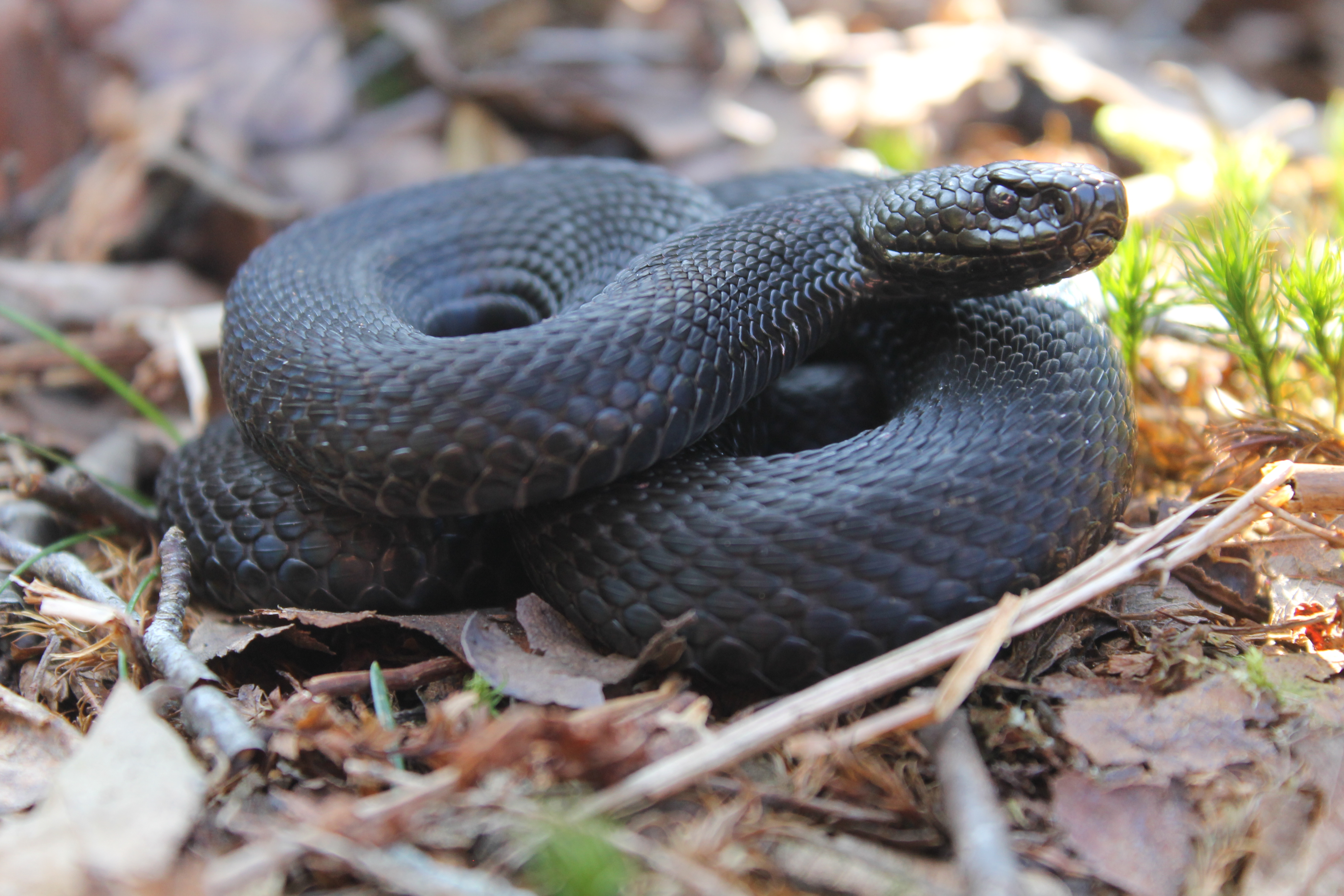
Sommige exemplaren zijn geheel zwart van kleur.

De adder wordt in de Nederlandse taal ook wel gewone adder, Europese adder, zwarte adder of moerasadder genoemd.

### Etymologie
De wetenschappelijke geslachtsnaam Vipera is afkomstig uit het Latijn en betekent letterlijk adder, de soortaanduiding berus betekent 'echte' of 'ware'. Het huidige Nederlandse woord adder is door eferesis ontstaan uit het Middelnederlandse nater. Ook in andere talen werd deze naam gebruikt, zoals in het Oudsaksisch (nadra) en het Oudhoogduits (natara). Het woord nater is zelf geleend van het Latijnse natrix, wat weer een afleiding is van natare ("zwemmen"). De waterminnende ringslang heeft hierdoor als wetenschappelijke naam Natrix natrix. Later werd de 'n' in nater verplaatst: (ee)n nater en werd het woord verbasterd tot het huidige adder. Ook in de Engelse taal is de naam op een dergelijke manier tot stand gekomen. In het Duits werd nater verbasterd tot otter, en wordt de adder met kreuzotter (kruisadder) aangeduid. De term kruis slaat waarschijnlijk niet op de tekening waarbij een kruis zeer zelden voorkomt op de kop van de adder, maar op het feit dat de slang als een vertegenwoordiger van de duivel werd gezien. Bij een confrontatie met een adder zou men drie kruisjes moeten slaan om verder onheil te voorkomen. Ook de 'kruisloze' rugstreeppad (kreuzkröte) heeft zijn Duitse naam aan deze gewoonte te danken.
De naam Vipera (adder) duikt al op in het werk Naturalis Historia uit 77 na Christus door de Romein Plinius de Oudere. De adder werd in 1758 voor het eerst wetenschappelijk beschreven door Carl Linnaeus als Coluber Berus. Het geslacht Coluber wordt tegenwoordig tot de toornslangachtigen (Colubridae) gerekend. De huidige wetenschappelijke naam werd in 1803 gegeven door François Marie Daudin. Andere synoniemen zijn Chersea vulgaris (Fleming, 1822), Berus vulgaris (Swainson, 1839) en Pelias berus (Günther, 1859).

### Taxonomie
De adder behoort tot de familie van de adders (Viperidae), dit is een grote groep van slangen die op Australië, Ierland en Nieuw-Zeeland na een wereldwijde verspreiding heeft. Vrijwel alle soorten uit deze familie behoren tot twee onderfamilies; de groefkopadders (Crotalinae) en de 'echte' adders (Viperinae). De groefkopadders worden zo genoemd vanwege de zintuiglijke cellen die gelegen zijn in groeven in de kop, waardoor ze in staat zijn infrarood licht waar te nemen. Onder andere de ratelslangen behoren tot deze groep. Bij de echte adders ontbreken deze groeven waardoor ze makkelijk te onderscheiden zijn. De echte adders komen voor in (Zuidwest)Azië, Afrika en Europa en worden vertegenwoordigd door 13 geslachten. Het bekendste geslacht is Vipera, waartoe de adder behoort en daarnaast 20 andere soorten telt. Andere bekendere soorten uit het geslacht Vipera zijn de aspisadder (Vipera aspis), de zandadder (Vipera ammodytes), de spitssnuitadder (Vipera ursinii) en de wipneusadder (Vipera latastei).

### Synoniemen

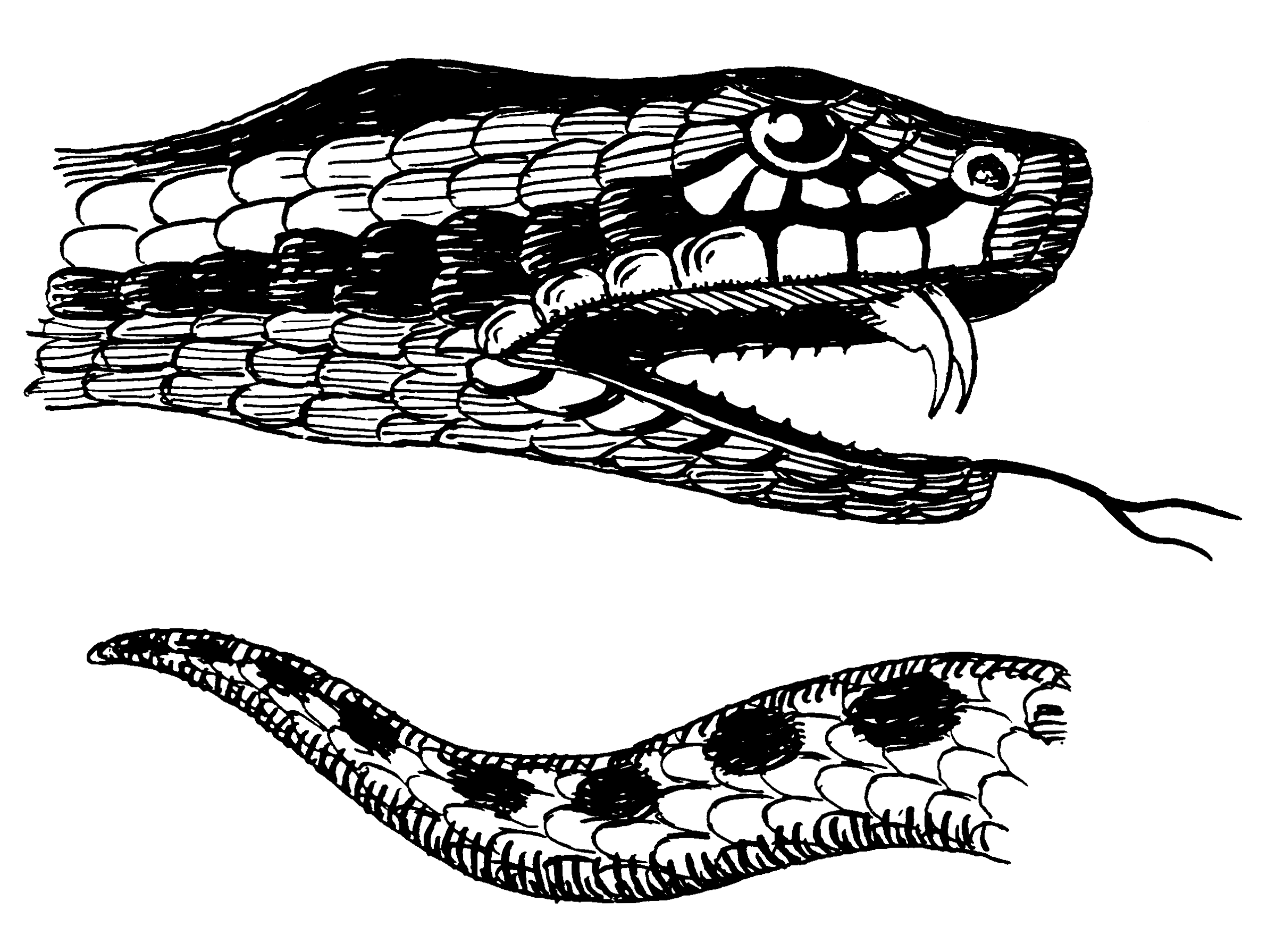
Tekening van de kop en staartpunt uit een boek van Pearson Scott Foresman.

Onderstaand een lijst van synoniemen, synoniemen van ondersoorten zijn weggelaten.
- Coluber Berus (Linnaeus, 1758)
- Coluber Berus (Laurenti, 1768)
- Vipera berus (Daudin, 1803)
- Chersea vulgaris (Fleming, 1822)
- Berus vulgaris (Swainson, 1839)
- Pelias berus (Günther, 1859)
- Vipera berus (Boulenger, 1896)
- Coluber berus (Stejneger, 1907)
- Vipera berus (Engelmann et al, 1993)
- Vipera berus (McDiarmid, Campbell & Touré, 1999)
- Vipera (Pelias) berus (Venchi & Sindaco, 2006)

### Ondersoorten
De adder kent vier ondersoorten, sommige hiervan werden beschouwd als aparte soorten zoals Vipera berus sachalinensis uit oostelijk Rusland (het eiland Sachalin). De soorten Vipera nikolskii en Vipera seoanei werden vroeger ook beschouwd als ondersoorten maar worden tegenwoordig gezien als volwaardige soorten. De huidige ondersoorten van de adder zijn:
| Naam                       | Auteur              | Verspreidingsgebied                                                                   |
| -------------------------- | ------------------- | ------------------------------------------------------------------------------------- |
| Vipera berus barani        | Böhme & Joger, 1983 | Noordwestelijk Turkije                                                                |
| Vipera berus berus         | Linnaeus, 1758      | Het grootste deel van het areaal.                                                     |
| Vipera berus bosniensis    | Boettger, 1889      | Bosnië, Kroatië, Servië, Noord-Macedonië, Montenegro, Albanië, Griekenland, Hongarije |
| Vipera berus sachalinensis | Zarevsky, 1917      | China, Noord-Korea, Rusland                                                           |

## Uiterlijke kenmerken

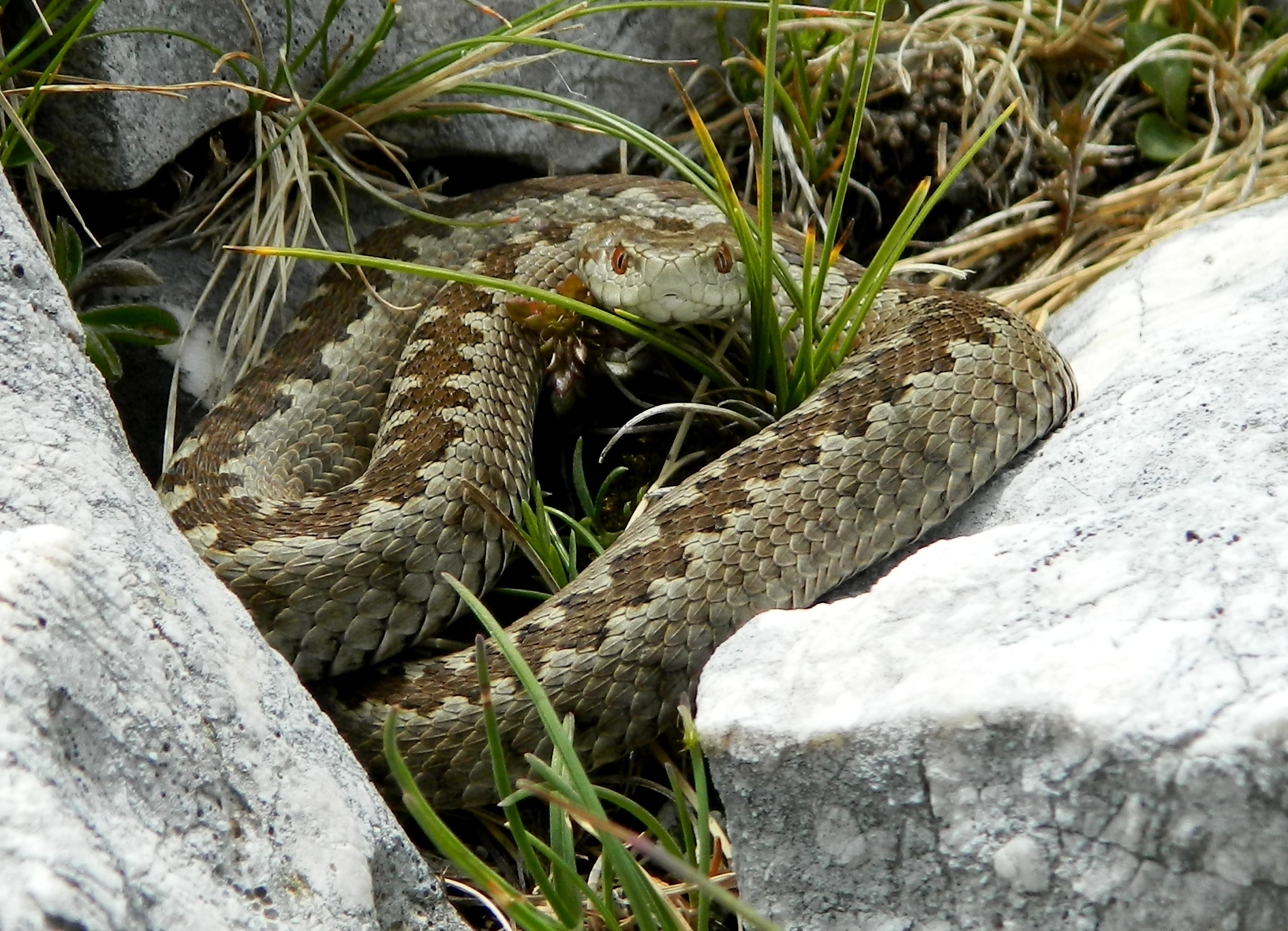
De belangrijkste onderscheidende kenmerken van de adder in Nederland en België zijn de koperbruine tot rode ogen met verticale pupil, de vergrote witte schubben aan de 'bovenlip' en de gekielde schubben van de rug, die hier op de voorgrond duidelijk te zien zijn.

De adder is een vrij kleine slang die een lichaamslengte bereikt van ongeveer 50 tot 70 centimeter met een maximale lengte van 80 centimeter. Het langste exemplaar ooit gemeten was 91 centimeter lang maar dergelijke exemplaren zijn zeldzame uitschieters. Er is melding gemaakt van nog langere exemplaren maar omdat deze niet officieel zijn bevestigd worden ze niet erkend.
De mannetjes blijven aanzienlijk kleiner dan de vrouwtjes, ze bereiken een gewicht van 50 tot 70 gram terwijl de vrouwtjes 80 tot 100 gram bereiken. Drachtige vrouwtjes kunnen tot 300 gram zwaar worden. Mannetjes hebben daarnaast een verhoudingsgewijs langere staart in vergelijking met de vrouwtjes en mannetjes zijn ook contrastrijker, ze hebben meestal een sterker geprononceerde rugstreep. De kenmerken en verhoudingen van de adder zijn afhankelijk van de locatie; exemplaren in laaglanden zijn bijvoorbeeld langer dan soortgenoten die in bergstreken leven.
De lichaamskleur van de adder kent een grote variatie. De kleur kan grijs, geelbruin tot bruin of rood zijn, waarbij de meeste exemplaren een lichtere grondkleur hebben met op de bovenzijde van de rug een donkere zigzagtekening. Soms bestaat deze uit een rechte streep of een vlekkenrij, bij de mannetjes is de tekening vaak veel scherper waardoor ze meer opvallen. Aan weerszijden van de zigzaggende streep, aan de bovenzijde van de flanken, is een rij kleinere vlekjes aanwezig die bij sommige exemplaren ontbreken. Sommige exemplaren zijn echter geheel diepzwart en ongevlekt, dit verschijnsel komt ook bij andere reptielen voor en wordt melanisme genoemd, zie ook onder het kopje thermoregulatie en dagactiviteit. Mannetjes hebben vaak een meer grijze tot beige kleur terwijl de vrouwtjes meer neigen naar beige tot rood. Dit is bij volwassen exemplaren beter te zien dan bij de juvenielen. De onderzijde van de staart is roodachtig, bij adders uit sommige populaties is de staartpunt geheel rood gekleurd. Van andere slangen is bekend dat de staartpunt een opvallende kleur heeft en als een kronkelende worm wordt bewogen waardoor insectenetende prooidieren worden gelokt. Van de adder is dit gedrag niet bekend.
Aan de bovenzijde van de kop is een vaak duidelijk zichtbare, V-vormige vlek aanwezig waarbij de punt tussen de ogen gepositioneerd is. De vlek kan ook meer weg hebben van een X of een H. De kop is niet zo breed als die van gelijkende soorten zoals de aspisadder, maar heeft juist relatief grote schubben wat een onderscheid is met gelijkende soorten. De zijkanten van de kop zijn zeer steil en bijna loodrecht.

### Schubben

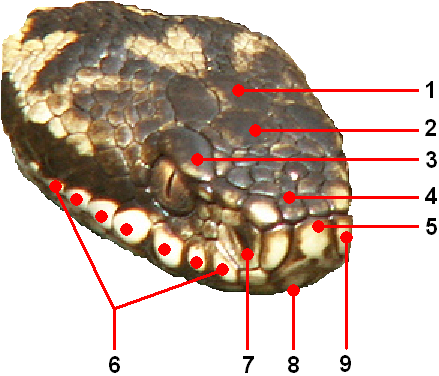
De belangrijkste schubben van de kop:
1 = Pariëtaal (aan de zijkant)
2 = Frontaal (aan de bovenzijde)
3 = Supraoculair (boven het oog)
4 = Internasaal (tussen de neus(gaten))
5 = Rostraal (aan de snuit)
6 = Supralabiaal (aan de bovenlip)
7 = Nasaal (aan de neus)
8 = Mentaal (aan de kin)
9 = Postnasaal (achter de neus)

De schubben aan de voorzijde van de snuit staan enigszins omhoog en vormen een lage kam. De rostrale schub (de ongepaarde schub aan de voor- bovenzijde van de snuit) is van bovenaf niet goed te zien. Tussen de rostrale (5) en de mentale (8) schub (de schub aan de voor- onderzijde van de snuit) is zoals bij alle slangen een kleine opening aanwezig, zodat de slang zijn tong naar buiten kan steken zonder de bek te openen. Direct achter de rostrale schub zijn twee internasale (4) schubben aanwezig die soms versmolten zijn.
Aan de bovenzijde van de kop zijn vijf relatief grote schubben aanwezig. De frontale schub (2) is zoals alle slangen ongepaard, bij de adder is de schub enigszins vierkant. Erachter zijn de twee pariëtale schubben gelegen (1), ervoor de opvallende supraoculaire schubben (3). Deze laatste liggen boven de ogen, ze zijn langwerpig en steken iets uit boven het oog. Dit doet sterk aan een frons denken, zodat de slang 'gemeen' lijkt te kijken. De ogen zijn ongeveer zo groot als de nasale schub (7) of iets groter, de ogen van mannetjes zijn iets groter dan die van vrouwtjes. Voor de nasale schub is de postnasale (9) schub gelegen, onder de supraoculaire schub is een ring van 6 tot 10 (meestal 8 of 9) schubben rond het oog aanwezig, de circumorbitale schubben (niet aangegeven).
De neusgaten van de adder zijn relatief groot. Ook de supralabiale schubben (6) , de rij schubben gelegen aan de bovenlip, vallen op doordat ze vrij groot zijn en altijd geel tot wit van kleur, behalve bij de melanische exemplaren. De adder heeft 6 tot 10 (meestal 8 of 9) supralabiale schubben en 10 tot 12 sublabiale schubben (aan de onderlip).
De rugzijde telt 19 tot 23 rijen schubben, dit zijn er vrijwel altijd 21, zelden meer of minder. De rugschubben verschillen van de buik- en kopschubben doordat ze relatief klein zijn en duidelijk in de lengte gekield. Iedere schub draagt een opstaande rand op het midden van de schub wat voor een ruwer oppervlak zorgt. Alleen de rijen naast de buikschubben hebben geen kiel. Net als alle slangen heeft de adder één enkele rij buikschubben, die vanuit de lichaamsas gezien breed maar kort zijn en meestal wit van kleur. Mannetjes hebben 132 tot 150 buikschubben en vrouwtjes 132 tot 158. De anale schub is ongepaard, de hierachter gelegen subcaudale schubben zijn wel gepaard en bestaan uit twee delen. De subcaudale schubben bestaan bij de mannetjes uit twee rijen van 32 tot 46 schubben en bij de vrouwtjes uit twee rijen van 23 tot 38 schubben.

### Onderscheid met andere soorten
In Nederland en België is de adder het eenvoudigst van de andere twee hier voorkomende slangensoorten te onderscheiden aan de ogen. Deze hebben een verticale pupil en lijken enigszins 'boos' te kijken door de wat uitstekende schub boven het oog die doen denken aan een frons. Daarnaast heeft de adder een opstaande snuitpunt die bij andere soorten ontbreekt. De ogen van de ringslang (Natrix natrix) neigen meer naar geel en de pupil is rond. De gladde slang (Coronella austriaca) heeft net als de adder roodoranje ogen maar net als de ringslang een ronde pupil. De zigzagtekening op de rug komt veel voor bij adders maar soms ook bij andere slangen wat tot verwarring kan leiden bij soorten buiten de Benelux. De schubben van de adder zijn evenals bij de ringslang gekield, wat betekent dat ze niet plat zijn maar een Λ- vorm hebben. Hiermee verschilt de adder van de gladde slang, die ongekielde (gladde) schubben heeft wat ook aan de vervellingshuiden is te zien.
Het onderscheid met de aspisadder, die sterk op de adder lijkt, is voornamelijk zichtbaar door de bouw van de schedel, die bij de aspisadder aan de achterzijde wat breder is. Ook zijn de schubben aan de achterzijde van de kop bij de adder groter in verhouding tot die van de aspisadder.

Afbeeldingen: kenmerken
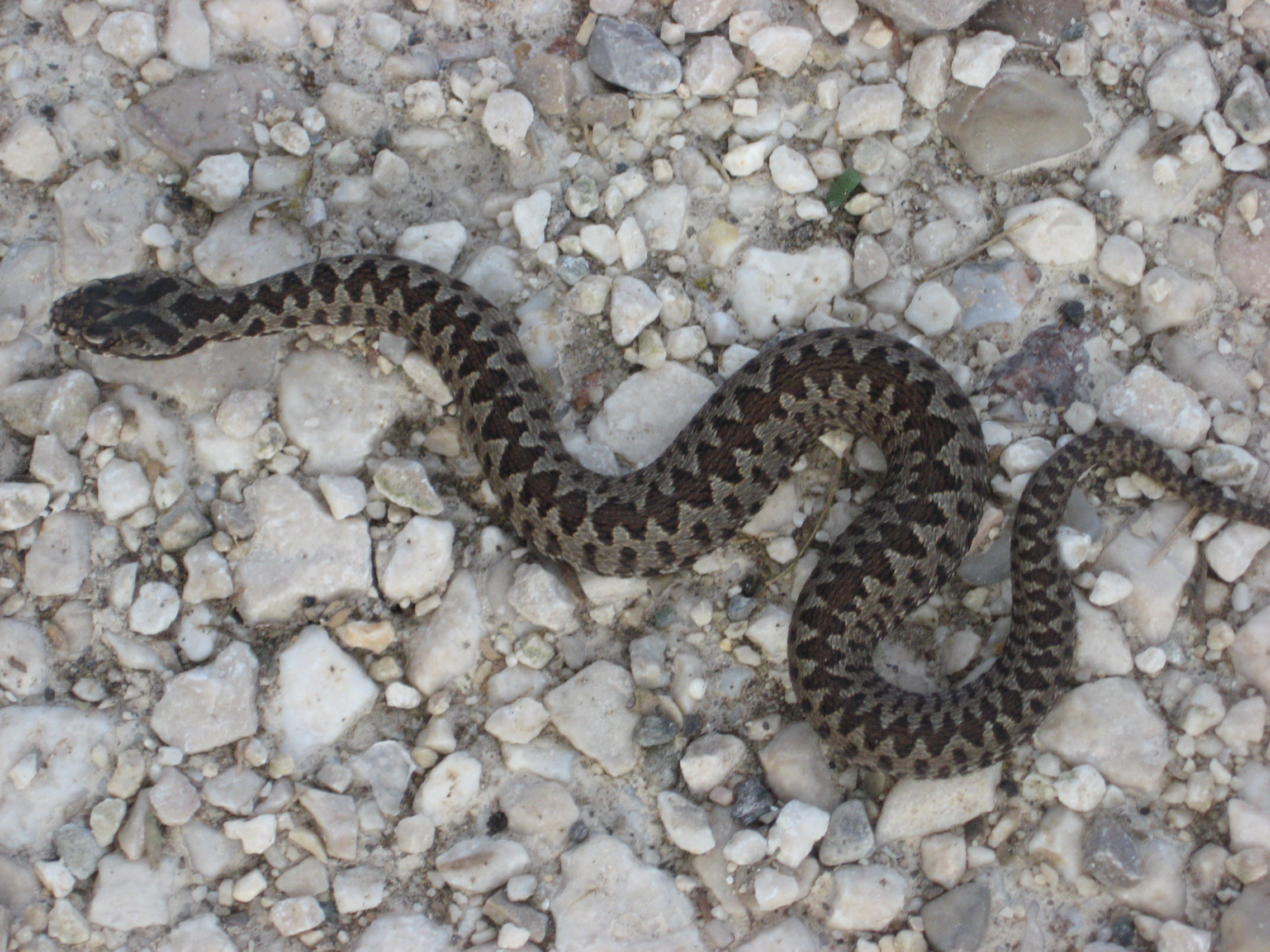
Het typische rugpatroon en V-vlek op de kop.
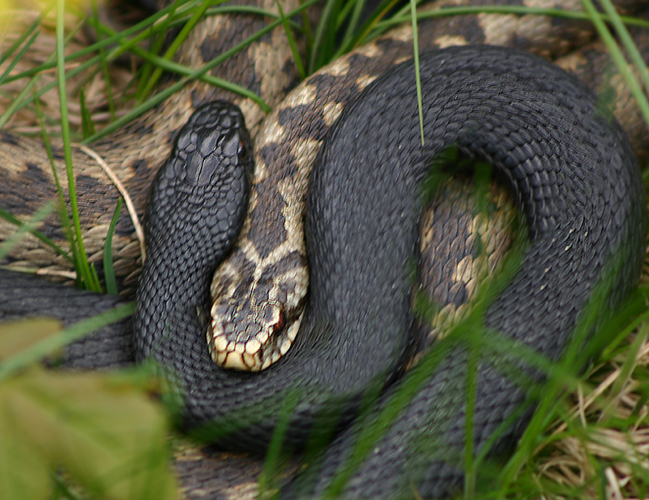
Twee adders waarvan er één melanisch is.
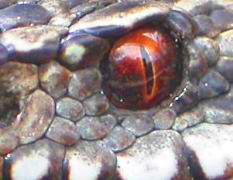
Het oog is vaak rood en heeft een verticale pupil.
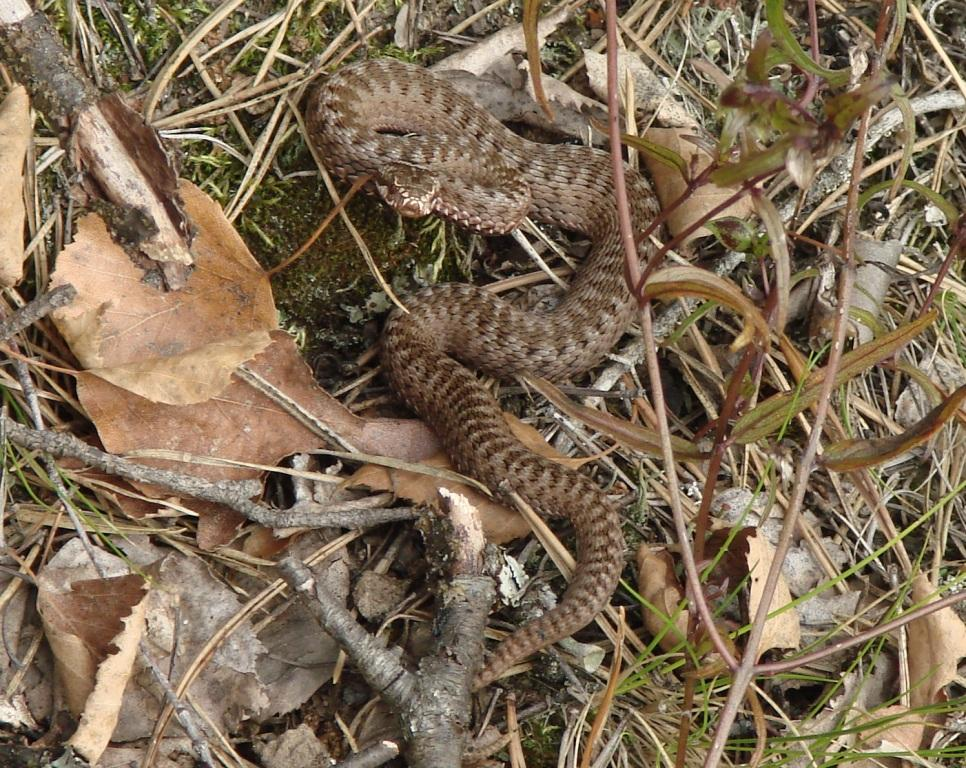
Bruin exemplaar valt weg tegen de achtergrond.

### Zintuigen
De adder heeft zoals alle slangen geen uitwendige gehooropeningen maar wel een binnenoor. De trillingen die door het lichaam worden opgevangen worden door de schedel naar het binnenoor geleid zodat de slang toch min of meer kan horen. Veel dieren worden hierdoor al opgemerkt voor ze het gezichtsveld bereiken door de trillingen die ze veroorzaken bij het lopen. Van de adder is bekend dat voorzichtige voetstappen op een afstand van 5 meter kunnen worden gevoeld. De adder heeft goed ontwikkelde ogen zodat prooien en vijanden kunnen worden opgespoord. Voornamelijk bewegende beelden worden waargenomen, maar uit beschrijvingen van een adder in een Russische dierentuin blijkt dat het dier zich ook prima zonder ogen kan redden. Dit exemplaar had al sinds lange tijd geen ogen meer maar diepe littekens bij de ogen. Hoewel het dier duidelijk voorzichtiger was, kon het vrij gemakkelijk vijanden ontwijken en prooien opsporen. Ook werd beschreven dat de adder veel frequenter de tong naar buiten stak dan van andere adders was waargenomen.
Het belangrijkste zintuig van de adder is het orgaan van Jacobson, een vomeronasaal orgaan in het verhemelte. De adder steekt voortdurend zijn tong naar buiten waarbij de tong op en neer wordt bewogen, wat tongelen wordt genoemd. Hierbij worden geurdeeltjes opgevangen door de tong die vervolgens naar het orgaan van Jacobson worden gebracht en worden geanalyseerd. Omdat de adder een gevorkte tong heeft kan niet alleen bepaald worden of een prooi of vijand in de buurt is, maar ook waar deze geur het sterkste is, zodat de richting kan worden bepaald.
De adder behoort tot de echte adders (Viperinae) en heeft geen gespecialiseerde warmtegevoelige organen zoals deze voorkomen bij de verwante groefkopadders (Crotalinae) waartoe alle ratelslangen behoren.

## Levenswijze
Adders leven strikt solitair en mijden elkaar zo veel mogelijk, behalve in de paartijd en tijdens de winterslaap waarbij de dieren soms gezamenlijk overwinteren. Mannetjes 'vechten' soms met elkaar om een vrouwtje maar de slang bakent geen specifiek territorium af.
De adder is een uitstekende zwemmer die gemakkelijk rivieren en meren oversteekt. Het is echter geen typische waterslang, zoals de ringslang en de dobbelsteenslang uit het geslacht Natrix die op uitgesproken waterdieren als kikkers en vissen jagen. De adder klimt soms om vogelnesten leeg te roven maar is toch voornamelijk een terrestrische soort die in de strooisellaag leeft. De adder is zowel overdag als 's nachts actief, afhankelijk van de weersomstandigheden.

### Thermoregulatie en dagactiviteit

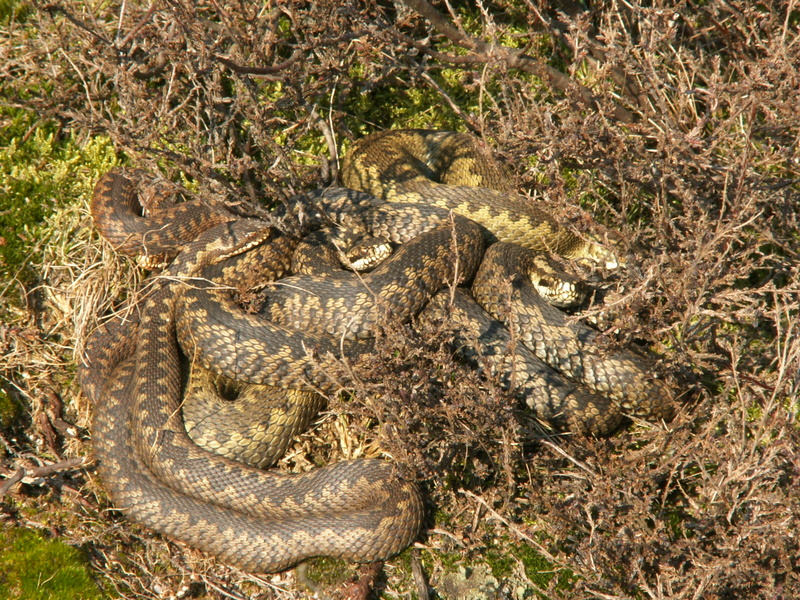
Een groepje zonnende adders in de vroege lente.

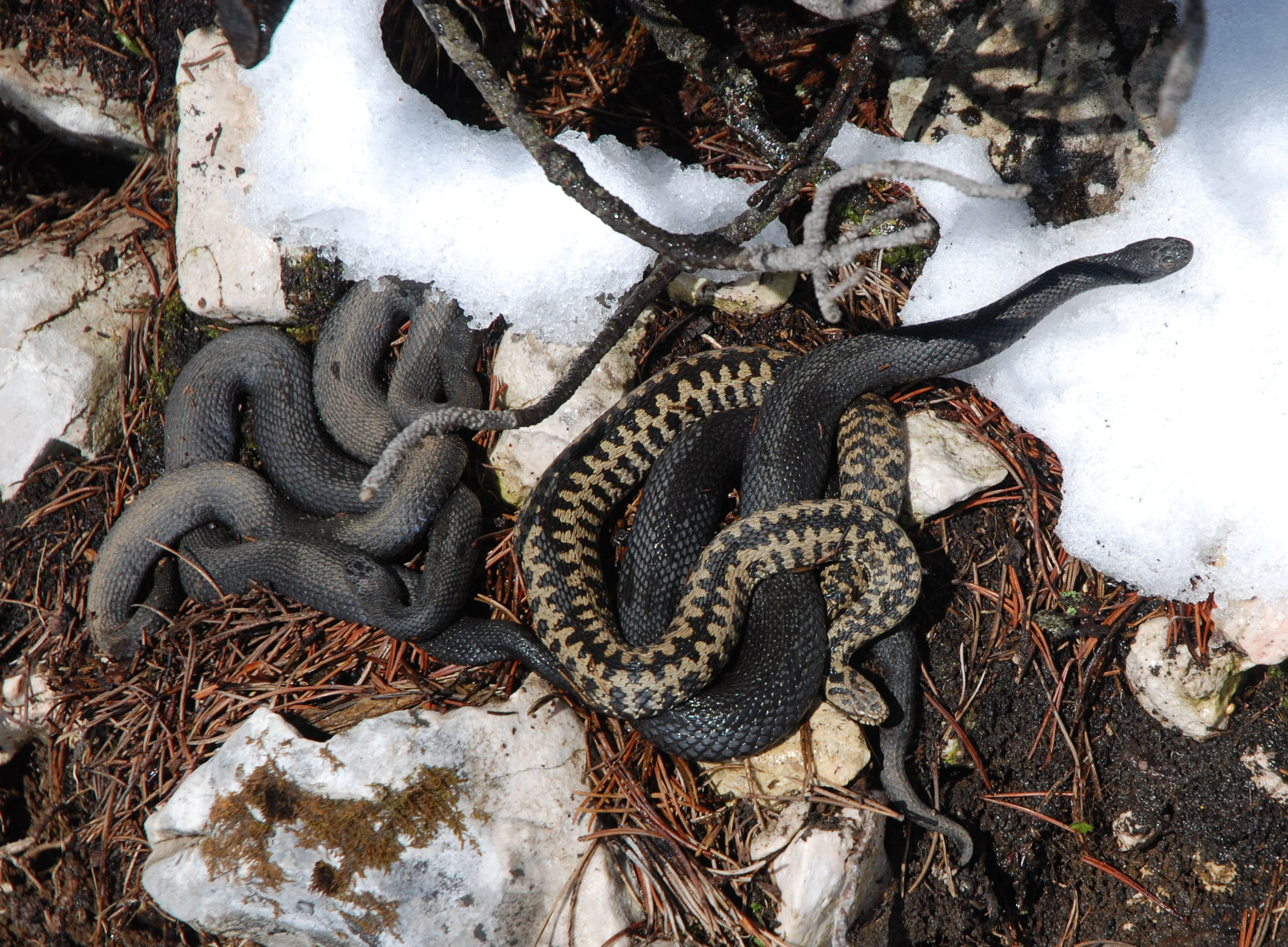
Adders overwinteren ook in groepen, hier exemplaren uit Oostenrijk.

De adder is koudbloedig en kan zijn lichaamstemperatuur niet inwendig regelen. Gedurende de zomer schuilt de adder op het heetst van de dag om oververhitting te voorkomen en zoekt de beschutting van het hol of de vegetatie op. De adder is dan schemeractief en komt alleen 's ochtends en 's avonds tevoorschijn. Bij lagere temperaturen is de slang ook overdag zonnend aan te treffen en de drachtige vrouwtjes zonnen 's zomers vaak om de ontwikkeling van de embryo's te stimuleren. Ze lopen een zeker risico omdat ze zich zo blootstellen aan vijanden. De zonplaatsen van de vrouwtjes worden vaak meerdere jaren gebruikt.
In de lente en de herfst, als de temperaturen optimaal zijn, is de adder ook overdag te vinden. De slang neemt vaak een zonnebad vlak bij de schuilplaats om het lichaam op te warmen. De mannetjes beginnen al vroeg in het jaar te zonnen en na de eerste vervelling worden de vrouwtjes opgezocht voor de paring. De adder kan het lichaam sterk afplatten zodat het aan de zon blootgestelde lichaamsoppervlak vergroot wordt en de zonnewarmte zo efficiënter opgenomen wordt. Andere adders, zoals de sterk verwante aspisadder, kunnen dit niet. Een ander trucje is het vlak na zonsondergang tevoorschijn komen om te 'zonnen' op een steen of andere door de zon beschenen object. De warmte komt echter niet meer van de zon die te veel aan kracht verloren heeft, maar van de opgewarmde ondergrond, waardoor de slang zijn buik verwarmt. Ook de kleur is soms een aanpassing op het leven in koele streken zoals noordelijk gelegen landen of berggebieden. Hier komt het verschijnsel melanisme vaak voor, waarbij de dieren een geheel zwarte kleur hebben en zo wat sneller op temperatuur komen in de zon.
De adder is aangepast aan lagere temperaturen en komt tot in Scandinavië voor, de slang is ook al bij vrij lage temperaturen actief. Het noordelijke voorkomen van de adder wordt verklaard door de op lagere temperaturen aangepaste levenswijze. In vergelijking met de sterk verwante aspisadder heeft de adder een andere temperatuurtolerantie wat een specialisatie is op het leven in gematigde klimaten. De aspisadder is pas actief bij 5 graden Celsius en houdt het uit tot 37 graden. De adder kan al actief zijn bij 3 graden maar heeft een bovengrens van 34 graden.
Gedurende de winter is de buitentemperatuur in een deel van het verspreidingsgebied te laag om actief te zijn en houdt de adder een winterslaap. Het winterkwartier bestaat uit vorstvrije holen in zonbeschenen, hoger gelegen gedeelten van het terrein op droge plaatsen die niet kunnen overstromen of bevriezen. Het winterkwartier is ongeveer 15 tot 20 centimeter diep en bestaat vaak uit rotsspleten, holen van andere dieren en holtes onder boomstronken. Het komt voor dat het winterkwartier gebruikt wordt door meerdere exemplaren. De duur van de winterslaap hangt sterk af van het klimaat en beslaat meestal ongeveer 5 maanden, in heel koude gebieden kan de winterslaap oplopen tot 8 maanden. De adder komt in Nederland relatief vroeg tevoorschijn en is vanaf maart of soms in februari aan te treffen. De mannetjes verschijnen het eerst, enkele weken later volgen de vrouwtjes en de juveniele dieren. In uitgesproken warme streken is de adder echter het gehele jaar door actief.

### Voortplanting

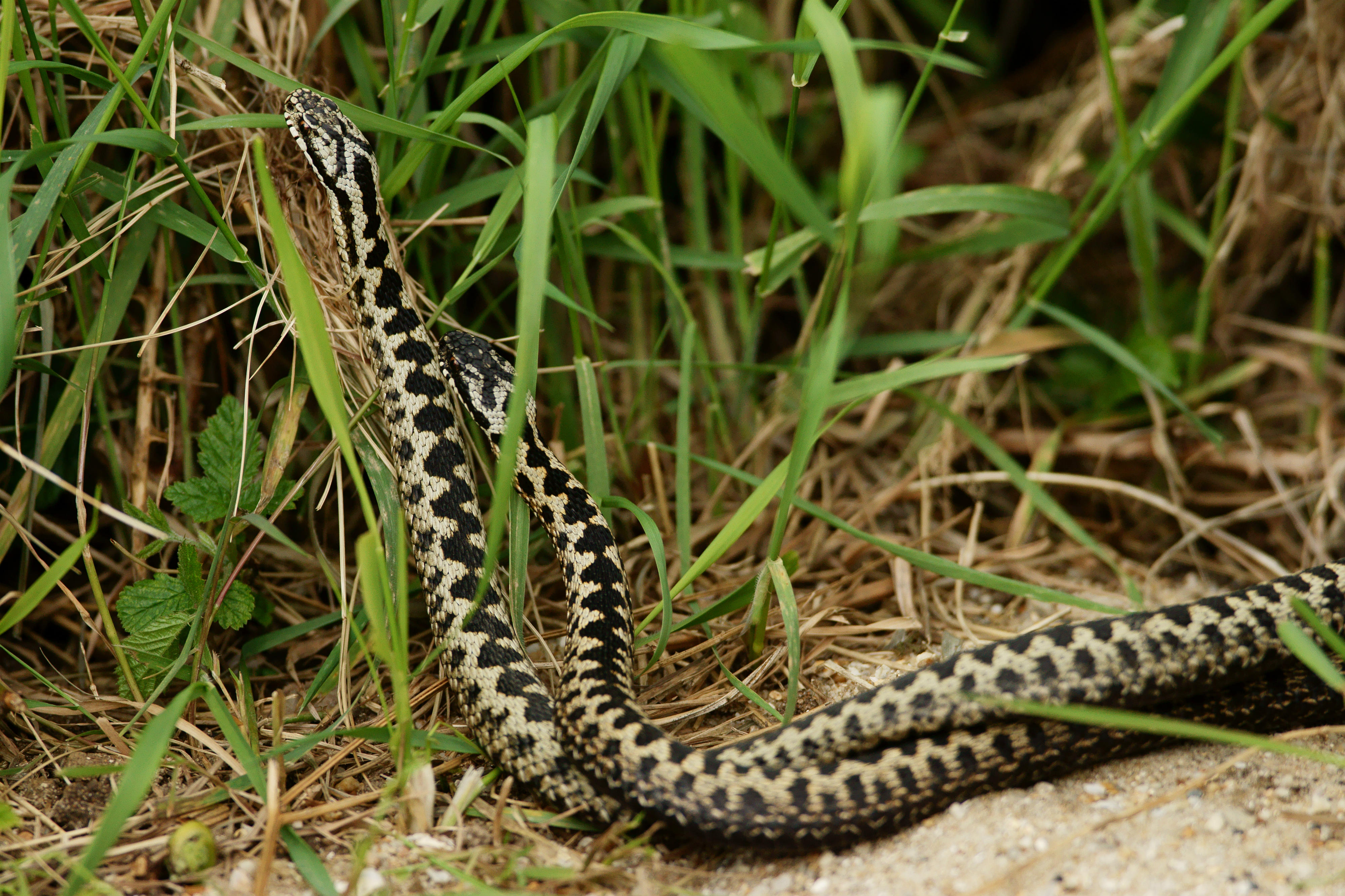
Twee vechtende mannetjes.

In het vroege voorjaar worden vaak de mannetjes gezien bij de overwinteringsplaatsen of actief op zoek naar vrouwtjes. Als de adder in groepen overwintert is er snel een partner gevonden maar solitair overwinterende dieren moeten soms grote afstanden afleggen om een partner te vinden. Soms zijn er meerdere mannetjes bij een vrouwtje en vinden rituele gevechten plaats waarbij de mannetjes elkaar beproeven door het bovenlijf op te richten en elkaar naar beneden te duwen. Ze proberen elkaar tegen de grond te drukken waarbij het kleinere en zwakkere mannetje meestal het onderspit delft en het strijdtoneel verlaat. Het is een gevecht op punten waarbij de dieren elkaar niet bijten of anderszins verwonden. Omdat de mannetjes hierbij veel lichamelijk contact maken werd lange tijd gedacht dat dit het paringsritueel was van de adder, de zogenaamde adderdans. Opmerkelijk is dat twee vechtende mannetjes de buitenwereld volledig vergeten en een toeschouwer tot zeer dicht kan naderen zonder opgemerkt te worden.
De paring vindt plaats in de lente en kent een lang voorspel waarbij het mannetje zijn lichaam en staartpunt laat vibreren, af en toe sist en het vrouwtje besnuffelt met zijn tong om te bepalen of ze paringsbereid is. De eigenlijke paring vindt plaats als het mannetje zijn hemipenis in de cloaca van het vrouwtje brengt en kan 1 à 2 uur duren. Net als andere slangen heeft de adder een gevorkte penis. Deze zogenaamde hemipenis heeft vele kleine weerhaakjes die voor een stevige grip zorgen tijdens de paring. Zolang het mannetje een erectie heeft kan het vrouwtje niet loskomen, als ze probeert weg te kruipen sleept ze het mannetje achter zich aan. In de rusttoestand is de hemipenis teruggetrokken in de cloaca en is uitwendig niet te zien.
De vrouwtjes paren vaak met meerdere mannetjes; uit studies blijkt dat van ongeveer 17 procent van de nesten nakomelingen bevat van verschillende vaders. Dergelijke nesten bevatten ook minder dode of zwakke jongen.
De adder zet geen eitjes af maar is eierlevendbarend: de jongen komen direct uit de moeder ter wereld. Dit komt ook voor bij de meeste andere reptielen in noordelijk gelegen landen als Nederland en België, zoals de hazelworm, de levendbarende hagedis en de gladde slang. Ovovivipariteit is voor deze dieren gunstig doordat het te koel is voor de ontwikkeling van eieren die op de bodem worden afgezet. De adder heeft echter een hoger ontwikkelde vorm van eierlevendbarendheid, het is bekend dat de embryo's voedingsstoffen uit het bloed van het moederdier krijgen aangevoerd.
Later in het jaar worden vaak vrouwtjes gezien die dan veel zonnen om de ontwikkeling van de embryo's te versnellen, terwijl de mannetjes zich dan hoofdzakelijk onder de vegetatie ophouden. In september na de geboorte van de jongen worden de overwinteringsplaatsen weer opgezocht. In de noordelijke delen van het verspreidingsgebied komt het voor dat een vrouwtje niet ieder jaar deelneemt aan de voortplanting maar om het jaar. Dit komt doordat zwangere vrouwtjes niet eten en vanwege de lagere temperaturen staat de stofwisseling sowieso op een lager pitje. Hierdoor kan het vrouwtje niet zo snel aansterken als exemplaren in warmere streken, die zich soms twee of zelfs drie keer per jaar voortplanten.

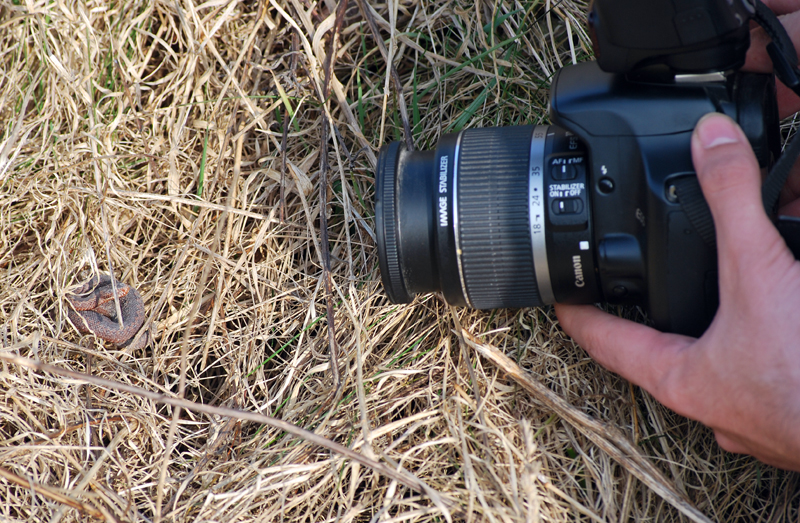
Jonge adders zijn klein, maar zijn al direct giftig.

De dracht duurt ongeveer 3 tot 4 maanden, waarna het vrouwtje ongeveer 6 tot 20 (meestal 8 tot 12) volledig ontwikkelde jongen afzet, soms komen naast jongen ook eieren ter wereld die vrijwel direct uitkomen. De jongen lijken direct vanaf de geboorte al sprekend op de ouderdieren, al hebben ze met een lengte van ongeveer 15 tot 20 centimeter het formaat van een flinke regenworm. De pasgeboren jongen zijn erg behendig en kunnen zo snel wegkruipen dat lange tijd werd gedacht dat ze door de moeder werden doorgeslikt bij bedreiging. Dit gedrag is echter nog nooit wetenschappelijk beschreven. Wel is bekend dat de moeder haar jongen direct na de geboorte verslond, maar dat overleven ze niet. Dit is ook wel bekend van andere dieren zoals knaagdieren, als ze gestoord worden tijdens de bevalling.
Enkele dagen na de geboorte vindt de eerste vervelling plaats. De juvenielen groeien echter niet snel doordat ze de eerste tijd leven van de dooierresten in de maag. Hierdoor hoeven ze tot de eerstvolgende lente geen voedsel te zoeken. Zodra ze uit hun winterslaap ontwaken gaan ze op zoek naar prooien en groeien ze snel, met zo'n 8 tot 13 centimeter per jaar. Het duurt ongeveer 3 tot 4 jaar voordat de adders geslachtsrijp zijn, in de regel gaat dit bij de mannetjes sneller. Ongeveer 90% van de jongen sterft door predatie en natuurlijk verval, zoals parasieten en voedseltekorten, voor de volwassenheid wordt bereikt. De adder wordt in de natuur ongeveer 10 tot 15 jaar oud, maar uit een onderzoek in het zuiden van Engeland bleek dat een leeftijd van 30 jaar kan worden bereikt.

### Voedsel

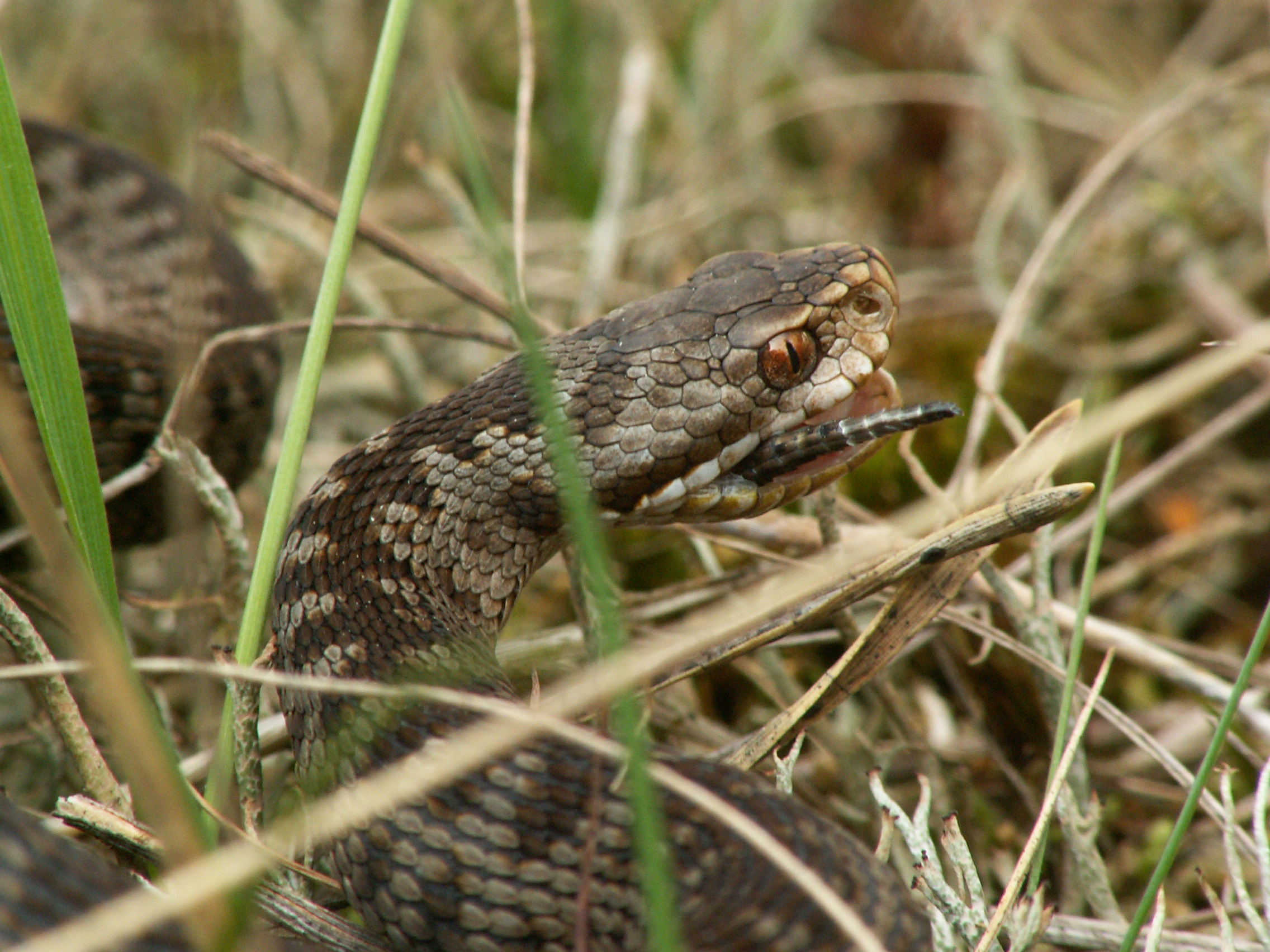
Een juveniele adder slikt een levendbarende hagedis door

Het voedsel van de adder hangt af van de grootte van het dier maar is ook gerelateerd aan de beschikbare prooidieren. Juveniele exemplaren eten omdat ze nog klein zijn in hoofdzaak kleine ongewervelden zoals wormen, insecten en kleine hagedissen. Grotere exemplaren schakelen vrijwel volledig over op gewervelden als spitsmuizen, woelmuizen, echte muizen en hagedissen. Ook worden kikkers en vogels gegeten. Er zijn waarnemingen bekend van adders die aas aten en ook andere dieren zoals de kleine watersalamander worden wel gegeten. Om bij een vogelnest te komen klimt de adder soms in de vegetatie. Ook is bekend dat soms vogeleieren worden verzwolgen. De adder eet ongeveer zes tot tien prooidieren per jaar. Vrouwtjes eten als ze zwanger zijn echter niet en nemen dan minder prooien op.
Het komt soms voor dat twee exemplaren om een prooi vechten. Het gevecht lijkt op het rituele gevecht van de mannetjes in de voortplantingstijd, maar om een prooi vechtende slangen zijn agressiever en bijten elkaar soms zodat verwondingen kunnen ontstaan.
De adder jaagt soms 's nachts actief op knaagdieren door hun holen op te sporen maar is voornamelijk een predator die in een hinderlaag ligt te wachten. Als een prooi te dichtbij komt, schiet de adder naar voren en bijt zijn slachtoffer. Kleinere prooien als kikkers worden direct in één keer doorgeslikt, grotere prooien als knaagdieren vluchten vaak maar raken snel verlamd. De adder blijft rustig wachten en gaat na enkele minuten naar zijn prooi op zoek, waarbij gebruik wordt gemaakt van de tong.
Net als alle reptielen heeft de adder relatief weinig voedsel nodig. Gemiddeld moet een adder per week zo'n 5 tot 6% van het eigen lichaamsgewicht binnenkrijgen om te overleven. In de praktijk neemt de adder ongeveer 12% per week op. Dit kan na het verorberen van meerdere prooien oplopen tot maximaal 75% van het lichaamsgewicht. Na een dergelijke maaltijd kan de adder maanden zonder voedsel. De adder kent perioden waarin helemaal niet gegeten wordt, bijvoorbeeld gedurende de zwangerschap van het vrouwtje. Ook juvenielen eten niet tot de eerste vervelling en adders die bijna vervellen trekken zich terug en zijn niet in voedsel geïnteresseerd. Voor alle adders geldt dat ze pas eten nadat de paring heeft plaatsgevonden. Tot die tijd teren ze op de reserves die ze het vorige jaar hebben opgebouwd.

### Vijanden en verdediging

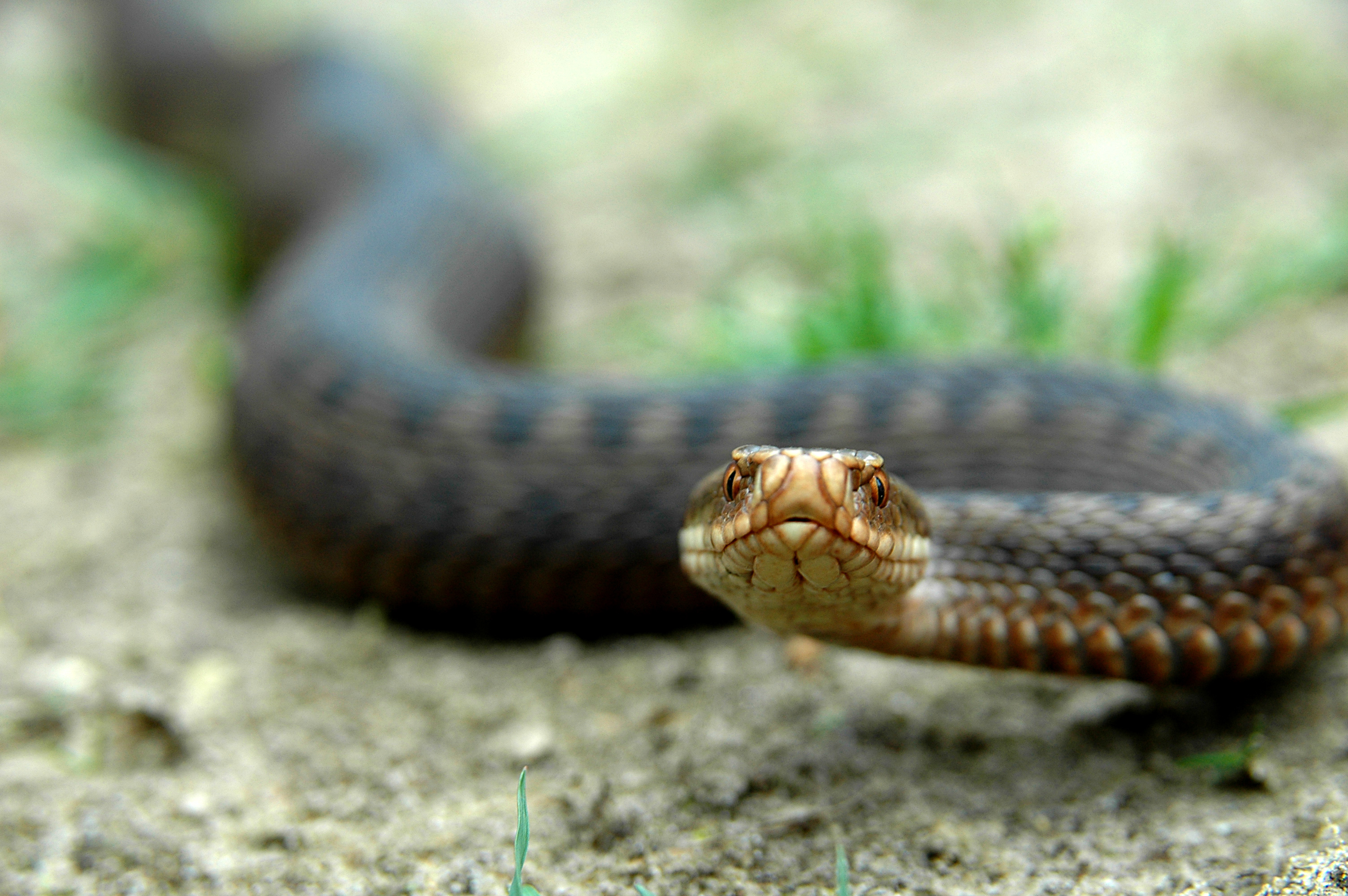
Dreighouding van de adder

De adder heeft verschillende vijanden, vooral (roof)vogels en rovende zoogdieren. De belangrijkste vijanden zijn de slangenarend, die zijn naam te danken heeft aan de vele slangen op het menu, en de Europese egel. Deze laatste kan door de slang moeilijk gebeten worden door de vele lange stekels die de adder kunnen verwonden bij een aanval. Bovendien is de egel immuun voor het gif van de adder, wat blijkt uit waarnemingen van adderbeten in de poten, de snuit en zelfs de tong van egels, die hier geen last van leken te hebben. Andere dieren die de adder aanvallen en kunnen doden zijn de das, de bunzing, de wezel, de hond en de kat, zwijnen en varkens en verschillende vogels zoals de kraai.
Sommige predatoren werken grote hoeveelheden adders weg, zo is er een waarneming van een bunzing die binnen een tijdsbestek van drie dagen 29 adders verslond. Zelfs van kleine dieren is bekend dat ze de adder zonder angst aanvallen, zoals de kleine maar zeer snelle eikelmuis. De vruchtenetende eikelmuis heeft de slang echter niet op het menu staan maar valt aan om de jongen te beschermen. Dit gedrag is ook bekend van vogels als kippen en fazanten, die de adder in groepen aanvallen en doodpikken. De adder wordt soms tijdens de winterslaap belaagd door zoogdieren als de bruine rat en het wild zwijn.
Jonge adders worden door hun geringe lichaamsgrootte door allerlei dieren belaagd. Zelfs van grote loopkevers is bekend dat ze een juveniele adder kunnen doden. Andere dieren die kleine adders eten zijn de gewone pad, verschillende kikkers en sommige vissen, zoals de snoek en de paling.
Bij bedreiging zuigt de adder zijn lichaam vol lucht, zodat het lichaamsvolume wordt vergroot en ook maakt de ingeademde lucht het sissen mogelijk. Het lichaam wordt vaak deels opgerold, waarbij het voorste deel dreigend wordt opgericht. Soms worden schijnaanvallen uitgevoerd om af te schrikken. De adder is in de regel geen agressieve soort en is vaak vrij dicht te benaderen, maar voorzichtigheid is geboden omdat er altijd uitzonderingen zijn. Als een adder aan vervelling toe is worden de schubben die over de ogen gelegen zijn enigszins troebel, wat het gezichtsvermogen beperkt. Dergelijke exemplaren zijn vaak alerter en minder goed te benaderen.

## Verspreiding en habitat

Verspreidingsgebied binnen Europa in het rood.

De adder heeft van alle slangen het grootste verspreidingsgebied op het land. Alleen de samengedrukte zeeslang (Hydrophis platurus) heeft een groter verspreidingsgebied, maar dit is een zeeslang. Het verspreidingsgebied van de adder loopt (van west naar oost) van Groot-Brittannië via westelijk en oostelijk Europa en Rusland tot in Azië, via Mongolië en Noord-Korea tot uiterst oostelijk China in Sichota Alin voor de kust van Sachalin. Het verspreidingsgebied bestaat uit een langwerpige strook die naar het westen toe breder wordt en in Europa noordelijk van de poolcirkel reikt. In de rest van het verspreidingsgebied ligt de noordgrens ver ten zuiden van de poolcirkel.
In Scandinavië komt de adder voor tot in noordelijk Lapland en in het noorden van Zweden en Finland tot op 69° noorderbreedte. Van de Europese reptielen komt alleen de levendbarende hagedis noordelijker voor tot 70° NB. De adder is ook in berggebieden te vinden. De slang is in de Karpaten, de Kaukasus, de Alpen, het Centraal Massief in Frankrijk en de berggebieden in de Balkanlanden te vinden. In de Alpen komt de adder voor tot een hoogte van 3000 meter boven zeeniveau. In het zuiden van Europa komt de aspisadder meer voor, deze adder is giftiger en sterker aangepast aan hogere temperaturen.
De adder leeft binnen Europa in de landen Albanië, België, Bosnië en Herzegovina, Bulgarije, Denemarken, Duitsland, Estland, Finland, Griekenland, Groot-Brittannië, Frankrijk, Hongarije, Italië, Kroatië, Letland, Litouwen, Luxemburg, Montenegro, Nederland, Noord-Macedonië, Noorwegen, Oostenrijk, Polen, Roemenië, Rusland, Servië, Slovenië, Slowakije, Tsjechië, Wit-Rusland, Zweden en Zwitserland.
De adder is een van de inheemse slangen van Groot-Brittannië, maar ontbreekt in Ierland en IJsland, waar in het geheel geen slangen voorkomen. Ook in Portugal is de adder nooit voorgekomen. In sommige gebieden komt de adder tegenwoordig niet voor, maar was dit eerder wel het geval, zodat veel literatuur hiernaar verwijst. Dit komt niet altijd doordat de adder uit deze streken is verdwenen, maar doordat een aantal voormalige ondersoorten tegenwoordig als aparte soorten worden gezien. Een voorbeeld is de Cantabrische adder (Vipera seoanei) uit noordoostelijk Spanje.

### België en Nederland

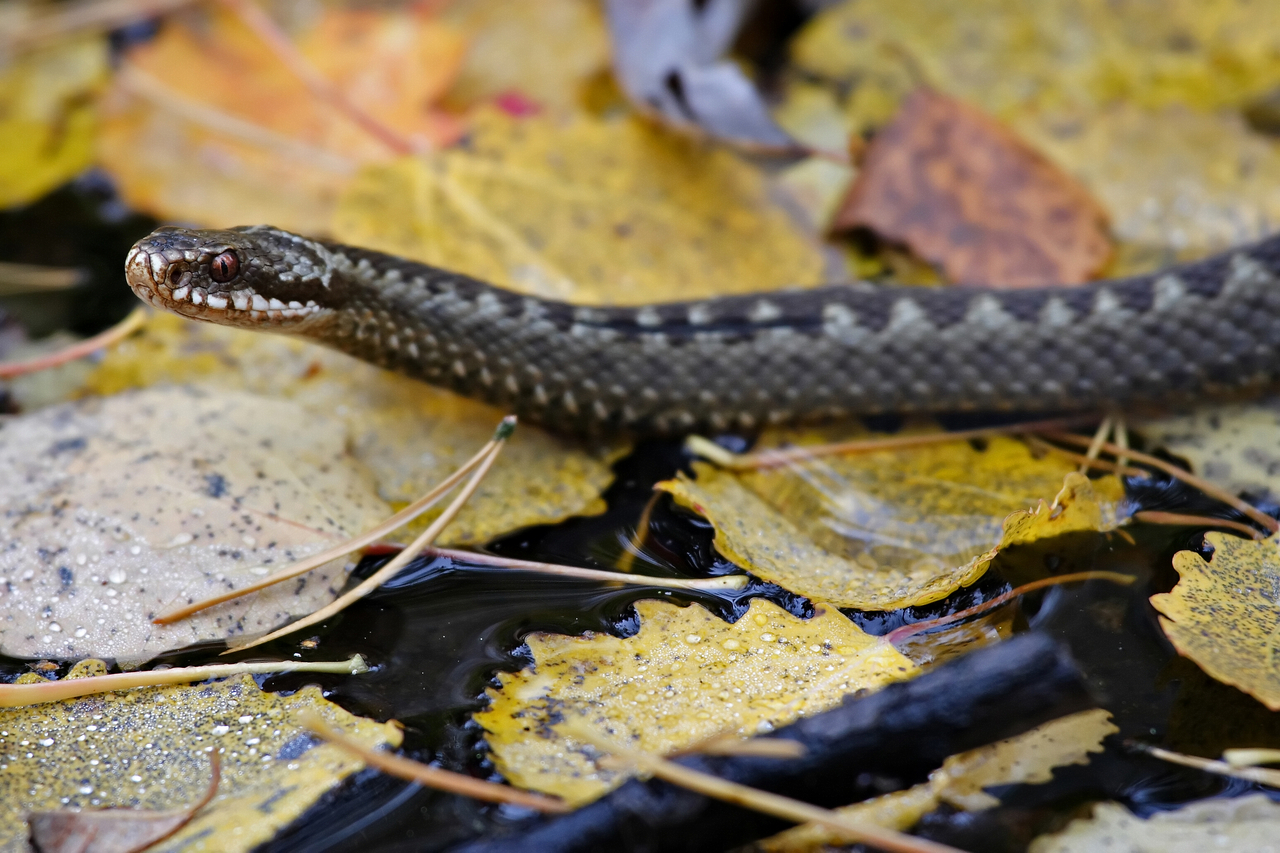
De adder kan uitstekend zwemmen, waardoor meren en rivieren geen natuurlijke barrières vormen.

In België komt de adder in Wallonië alleen in de streek tussen Samber en Maas en in het westen van de Ardennen nog voor, maar hij wordt daar zeldzaam. In Vlaanderen wordt de adder nog vertegenwoordigd door enkele populaties in de Antwerpse Kempen, onder andere in het Groot Schietveld, de Kalmthoutse Heide en in de Visbeekvallei Kindernouw te Lille - Wechelderzande.
In Nederland komt de adder voornamelijk voor in Drenthe, Friesland, Gelderland, Overijssel en Limburg. Grote populaties zijn bekend uit onder meer het Fochteloërveen op de grens van Drenthe en Friesland. Over het algemeen neemt het aantal waarnemingen toe, in een monitoringstraject in Nationaal Park De Meinweg werden echter al enkele jaren geen adders meer waargenomen. Inmiddels lijkt de populatie zich te herstellen en wonen er naar schatting zo'n 400 adders in het gebied.
In juni 2011 meldde Natuurmonumenten dat er ook adders waren gezien in de Kaapse Bossen bij Doorn. De natuurorganisatie vermoedde dat de adders illegaal waren uitgezet.
In 2015 werden in alle maanden van het jaar adders gezien in Nationaal Park de Meinweg bij Roermond. Dat is nooit eerder gebeurd.

### Habitat
De habitat bestaat uit gematigde bossen, scrublands, graslanden en draslanden, zoals moerassen, vennen en veengebieden. De biotoop van de adder bestaat over het algemeen uit vochtige omgevingen, met voldoende schuilplaatsen bestaande uit dichte vegetatie, grote objecten als rotsen of holen van andere dieren. Met name vegetatie is belangrijk, omdat de adder hierin schuilt en zich onder dekking van vegetatie ook makkelijker kan verplaatsen. De adder is meestal bij het water te vinden. De schuilplaats bestaat vaak uit dichte vegetatie.
Vanwege het grote verspreidingsgebied in zowel oppervlakte als hoogteverspreiding is er een groot aantal mogelijke leefgebieden waar de adder kan worden aangetroffen, variërend van open plekken in bossen, bosranden en rotsige bergstreken tot graslanden, spoorwegbermen en heidegebieden.

## Beschermingsstatus en bedreigingen
Door de internationale natuurbeschermingsorganisatie IUCN is de beschermingsstatus 'veilig' toegewezen (Least Concern of LC).
Belangrijke menselijke bedreigingen van de adder zijn stedelijke ontwikkeling, het aanleggen van wegen en spoorwegen, en het veranderen of vernietigen van de natuurlijke habitat. Deze laatste bedreiging kent meerdere vormen, zoals het aanleggen van akkers voor het kweken van niet-houtige planten zoals eenjarige planten, het aanleggen van plantages en ten slotte de klimaatverandering.

### Nederland
In de hoogveengebieden van Drenthe gaat het nog relatief goed met de adder, hoewel daar ook stukken natuurgebied worden overbegraasd of overbeheerd, waardoor specifieke addermilieus als pitrusvelden verdwijnen en heidegebieden te kaal worden. De versnippering van aaneengesloten heidegebieden is volgens stichting RAVON een van de belangrijkste bedreigingen van de adder. Ook het onder water zetten van gebieden heeft een negatieve invloed.
De populatie op de Veluwe is sterk achteruit gegaan door verdroging, verbossing en versnippering van het leefgebied. Op een monitoringstraject op de Veluwe werden in 2008 voor het eerst drie vrouwelijke exemplaren aangetroffen in de buurt van een ecoduct.

## De adder en de mens

### Adderbeten

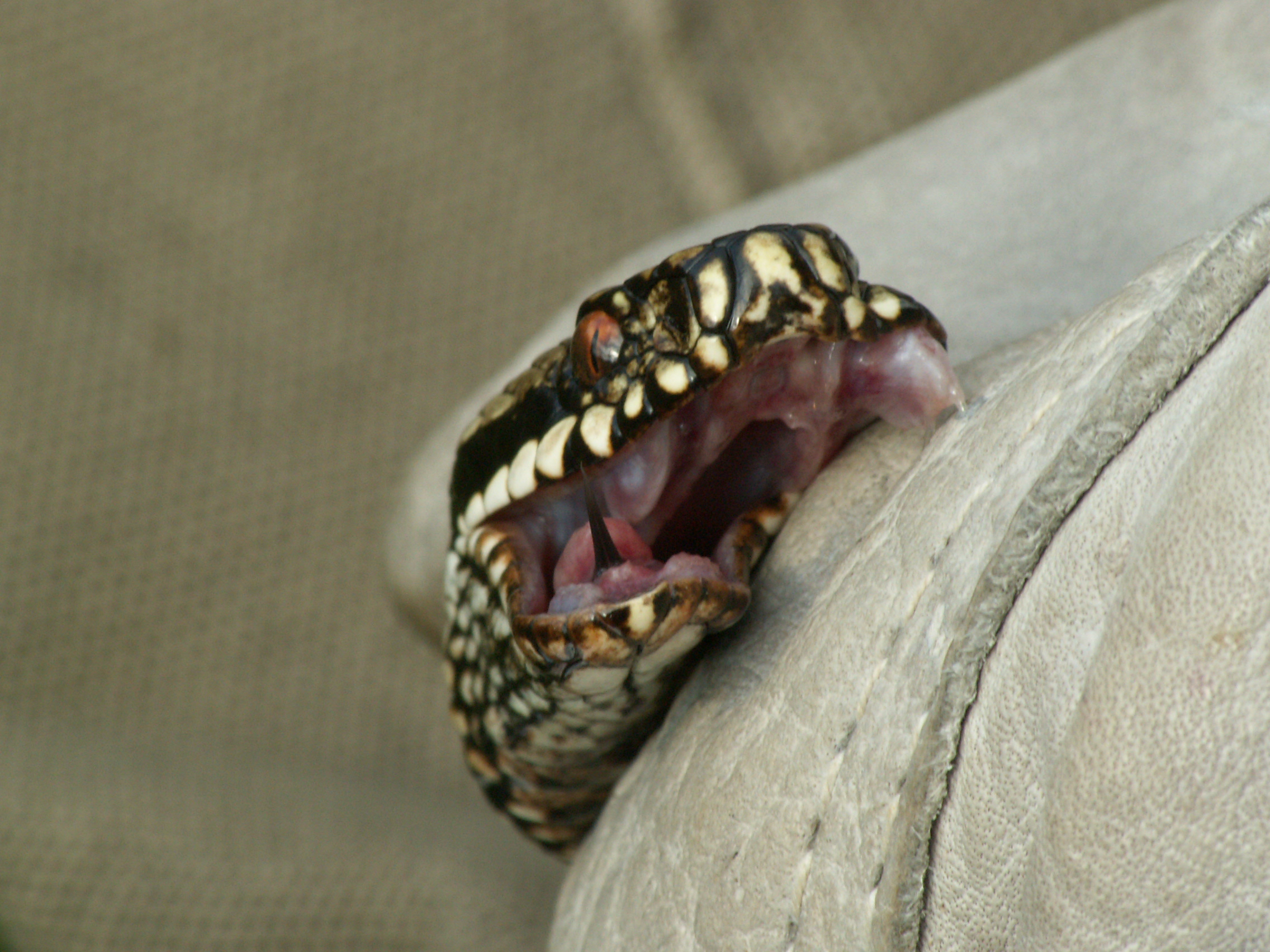
Beet in een handschoen waarbij de giftand te zien is

Een adder zal een mens niet snel aanvallen bij een ontmoeting maar zal hooguit toeslaan als het dier in het nauw gedreven wordt. De adder is net als alle adders een giftige slang, die bovendien een solenoglyf gebit heeft. Solenoglyf betekent buisvormige tand en slaat op de holle giftanden waardoor het gif wordt toegediend. Andere giftige slangen hebben slechts een groef in de tand waar het gif in stroomt, maar deze soorten moeten eerst een kauwbeweging maken om het gif efficiënt in te brengen. De adder bezit relatief lange en naaldachtige giftanden zodat het gif dieper in de prooi wordt afgegeven. Door deze specialisatie is een kauwbeweging niet nodig waardoor de adder binnen een fractie van een seconde toe kan slaan. De giftanden van de adder zijn inklapbaar en worden in rustpositie, bij een gesloten bek, tegen het verhemelte gevouwen. Ze klappen automatisch uit bij het openen van de bek. Om de tanden nog dieper in de prooi te laten dringen wordt bij een beet een enigszins slaande beweging gemaakt in plaats van een bijtende.
Adderbeten leiden bij een juiste behandeling slechts zelden tot ernstige gevolgen.
Bij een beet wordt niet altijd gif ingespoten, soms wordt een 'droge' beet gegeven om af te schrikken, hierbij wordt wel uitgehaald maar blijft de bek gesloten. Omdat het gif dient om prooien te doden zal de adder proberen te voorkomen dat hij zonder gif komt te zitten. De adder is immuun voor zijn eigen gif; als het dier in de strijd met een prooi zichzelf per ongeluk bijt of door een voedsel- of partnerconcurrent wordt gebeten treedt er geen vergiftiging op.
Als bij een beet gif wordt afgegeven werkt het gif in op het bloed, het activeert onder andere stollingsfactor V, wat weefselnecrose veroorzaakt. Het gif van de adder is in vergelijking met andere giftige slangen relatief ongevaarlijk. Een beet is alleen gevaarlijk als het slachtoffer een jong kind of bejaarde betreft, als het gif direct in de slagader wordt afgegeven of als het slachtoffer in een lichamelijk slechte conditie verkeert. Het gif van de adder is net als andere slangen een cocktail van verschillende verbindingen die ieder een andere werking hebben:

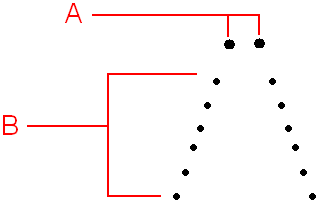
Een adderbeet is karakteristiek door de twee giftanden vooraan in de bek (A) en de rijen gewone tanden (B)

- Hemorragine; dit tast de wanden van de bloedvaten aan en veroorzaakt bloedingen in het weefsel.
- Hemolysine; tast de rode bloedcellen aan waardoor die stuk gaan.
- Trombine; verstoort de bloedstolling.
- Cytolysine; tast witte bloedcellen en weefsels aan.
- Neurotoxine; tast het zenuwstelsel aan en kan leiden tot problemen met de ademhaling.

De symptomen na een beet verschillen sterk en kunnen bestaan uit pijn aan en het opzwellen van het gebeten lichaamsdeel, misselijkheid en totale incontinentie. Het werkzame gif bestaat uit eiwitten die verschillende werkingen hebben zoals proteolytische enzymen die weefsels aantasten en hyaluronidase dat de verspreiding van het gif stimuleert. Het lichaam reageert op het gif door de aanmaak van verschillende verbindingen zoals histamine en serotonine. Alleen als men sterk allergisch is voor het gif zal een zogenaamde anafylactische shock optreden, dit is een sterke allergische reactie van het lichaam die levensgevaarlijk kan zijn. Omdat men voor het ontwikkelen van een dergelijke allergie echter minstens 1x eerder gebeten moet zijn, komt dit in Nederland niet voor. Voor het wetenschappelijk onderzoek worden adders gehanteerd maar ook bij ervaren vangers komen wel ongelukken voor.
De meeste beten vinden plaats aan de handen (ca. 50%) en de voeten (ca. 30%). Bij ernstige beten heeft het zin specifiek antiserum toe te dienen. Veel beten zijn het resultaat van pogingen het dier op te pakken. Men moet een adder dus nooit vastpakken. Het doden of vangen van de adder is in België en Nederland juridisch gezien een misdrijf omdat het dier beschermd is en kan leiden tot hoge boetes of een gevangenisstraf.

### Adderbeetincidenten
Veel confrontaties zijn het gevolg van domme pech zoals het per ongeluk op een slang gaan staan of het plukken van bessen in een struik waarin zich een adder verschuilt. Adders zijn in Nederland en België tegenwoordig zeldzaam maar ook in het verleden, toen de soort algemener was, kwamen beten met een dodelijke afloop zelden voor. In de periode 1885-1972 werden in Nederland 138 gevallen van een adderbeet gemeld, waarvan er drie fataal waren. Een vrouw uit Ulvenhout die gras aan het snijden was, werd in 1903 in haar polsslagader gebeten en overleed drie uur later. In 1939 werd een 12-jarige jongen in zijn grote teen gebeten toen hij blootsvoets over de hei van Tynaarlo liep. Doordat het slachtoffer de beet verzweeg werd hij na enkele dagen ernstig ziek en overleed 9 dagen na de beet. Een driejarig meisje uit het Gelderse Uddel ten slotte werd in 1946 in haar onderbeen gebeten en overleed 36 uur na de beet doordat er geen serum voorhanden was. Tussen 1973 en 2005 zijn er uit Nederland 83 adderbeten bekend, waarvan er 15 leidden tot symptomen van ernstige vergiftiging maar er niet één dodelijk was.
Van alle beten waarbij de oorzaak bekend is, is het vastpakken van de adder of het te dichtbij komen de oorzaak. Van alle adderbeten in Nederland is maar één geval bekend waarbij de slang zijn slachtoffer opzocht; dit betrof een man die in slaap was gevallen op de hei. De adder heeft waarschijnlijk het been gebruikt als zonplaats en sloeg toe nadat de man ontwaakte en een onverwachte beweging maakte. In sommige Europese landen als het Verenigd Koninkrijk en Noorwegen worden nog enige tientallen beten per jaar gemeld. In het Verenigd Koninkrijk heeft de laatste fatale afloop meer dan 20 jaar geleden plaatsgevonden; het betrof een vijfjarig kind. In 2004 kwam een 81-jarige Duitse vrouw op het eiland Rügen om het leven na een adderbeet.

### Adders in de geschiedenis

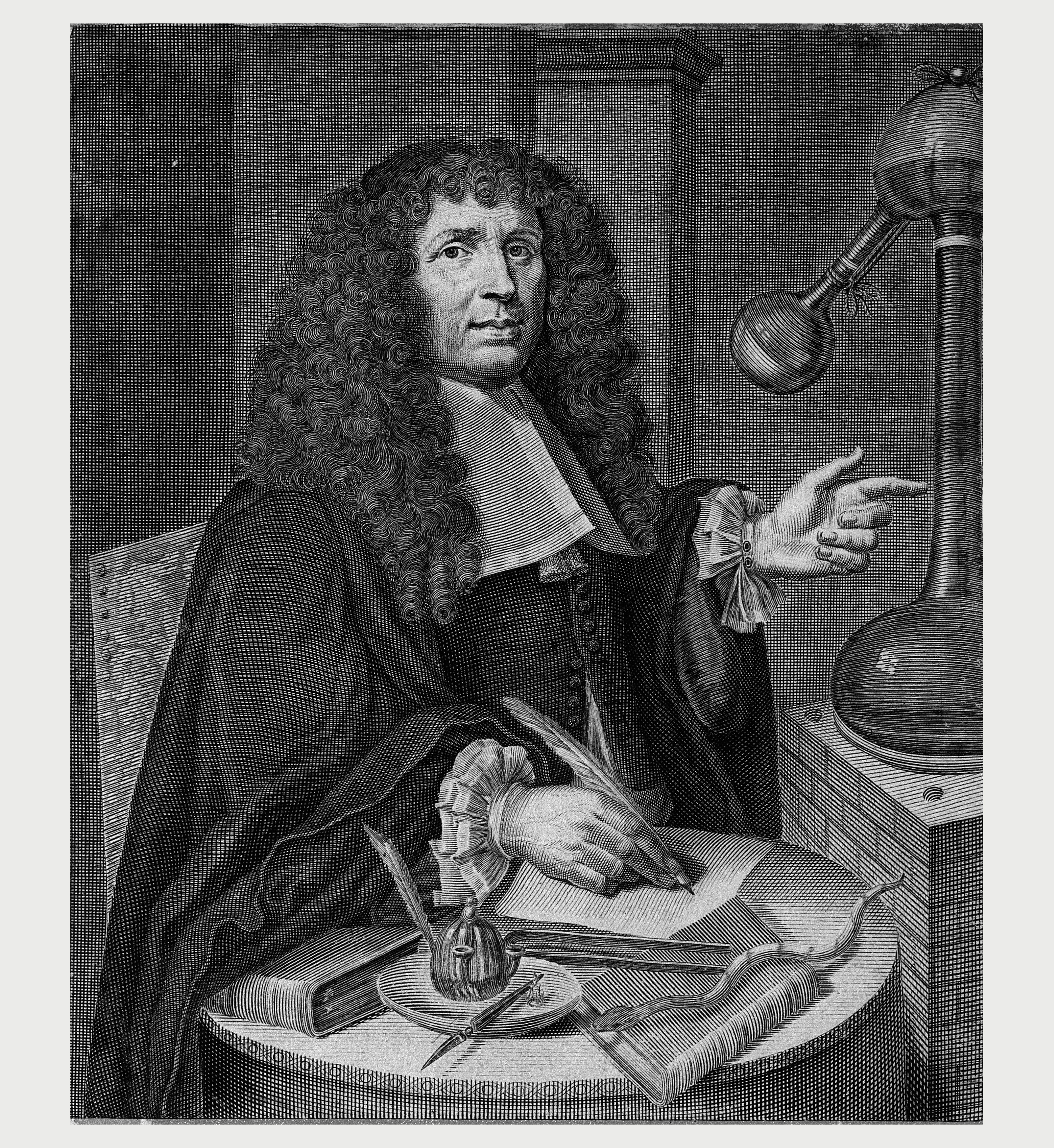
De Franse arts Moyse Charas aan het werk met op de voorgrond een slang

Net als alle slangen spelen adders door hun lang onbegrepen levenswijze al vele eeuwen een rol in het dagelijks leven van de mens. Door de giftigheid van de adder werden lange tijd diverse kwaadaardige magische eigenschappen aan het dier toegeschreven. De adder werd gezien als de personificatie van de duivel en duikt op in verschillende griezelverhalen. De adder is een belangrijk ingrediënt binnen de zwarte magie. Al in de prehistorie werd de adder afgebeeld, dit weten we uit de vondst van een rendiergewei dat 20.000 jaar geleden is bewerkt. Hierin is onmiskenbaar een afbeelding van Vipera berus gekrast, gelet op de lichaamsbouw, de tekening en de vorm van de kop. Ook een stenen mes uit het neolithicum dat werd gevonden in Lespugue in het zuiden van Frankrijk heeft een decoratie die duidelijk geïnspireerd is op de adder.
Een beet van de adder zou ook voorkomen kunnen worden door de veren van een gier te verbranden, waar de slang niet tegen zou kunnen. Het hart van de gier zou niet alleen beschermen tegen adders, maar tegen alle wilde dieren en zelfs tegen rovers. De afgehakte kop van de adder zou genezing bespoedigen door de kop op de wond te drukken. Ook het dragen van een addertong als amulet zou beschermen tegen dergelijk onheil.
Bij de Romeinen was het geneesmiddel theriacum bekend, dat onder andere delen van de adder als ingrediënt had. De Franse apotheker Moyse Charas (1619-1698) publiceerde in 1668 het boek Thériaque d'Andromachus, waarin het middel werd beschreven. Het bestond uit 72 verschillende ingrediënten waarvan een deel bestond uit gedroogd addervlees. Pas in 1908 werd het 'geneesmiddel', dat voornamelijk een verdovende werking had vanwege de erin verwerkte opium, officieel geschrapt. In Europa werd het vet van de adder gebruikt om zalfachtige preparaten te maken, die mensen van syfilis zouden genezen.
In vroeger tijden werden de meest uiteenlopende middelen aangeprezen om een adderbeet onschadelijk te maken. De Franse arts Ambroise Paré (1509-1590) raadde aan om de anus van een kip of kalkoen op de wond te drukken. Ook kon men een vogel of indien deze niet beschikbaar was een hond of kat, levend in de lengte in tweeën snijden waarna het lijk op de wond gedrukt moest worden tot het was afgekoeld.